# Eberlanzia sedoides
Eberlanzia sedoides là một loài thực vật có hoa trong họ Phiên hạnh. Loài này được (Dinter & A.Berger) Schwantes mô tả khoa học đầu tiên năm 1926.